# Jadwiga Andrzejewska

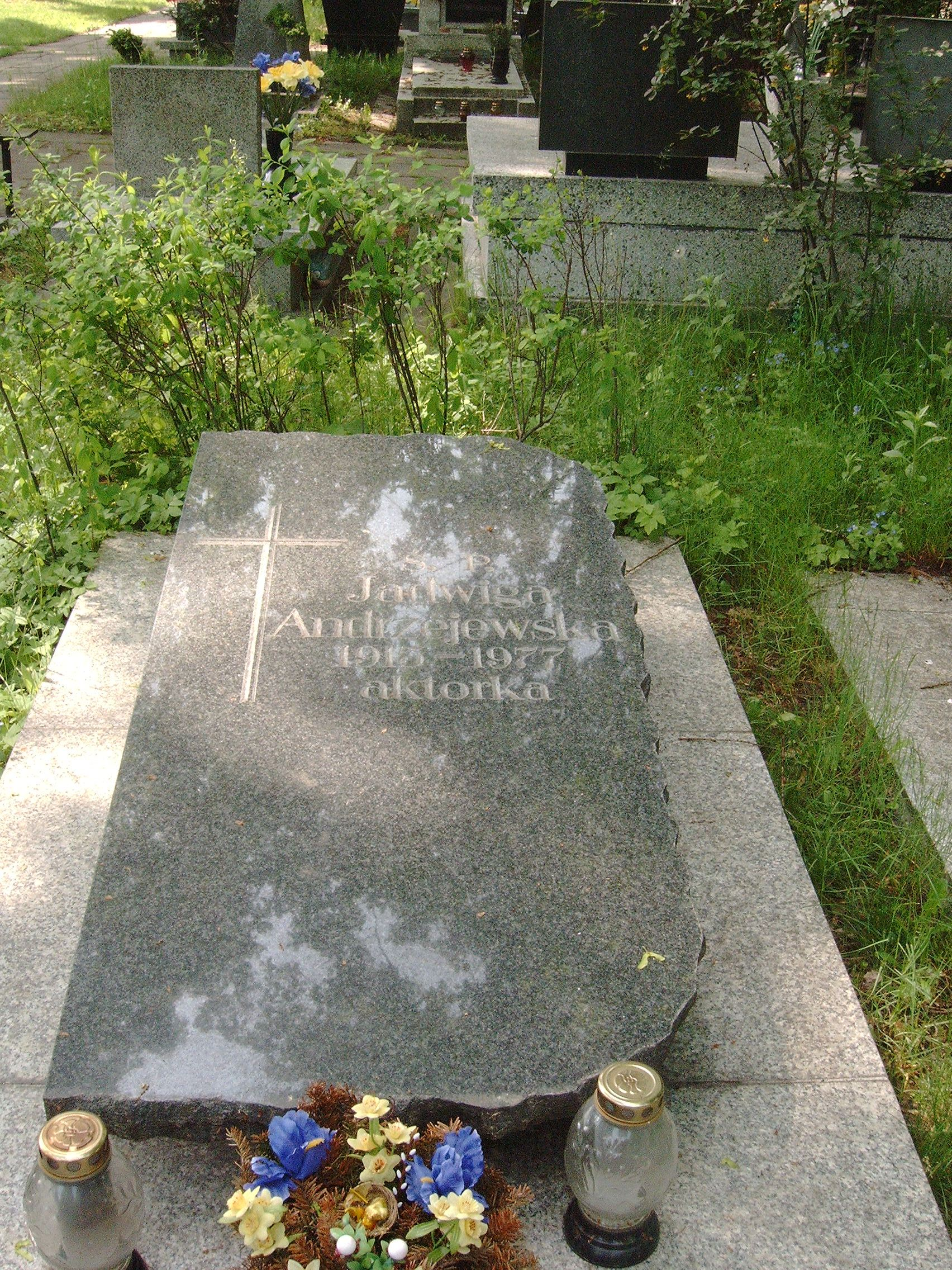
Mộ Jadwiga Andrzejewska ở Łódź.

Jadwiga Andrzejewska (1915–1977) là nữ diễn viên điện ảnh và sân khấu người Ba Lan nổi tiếng thời Thế chiến ở Ba Lan.

## Sự nghiệp điện ảnh
Dưới đây chỉ liệt kê những bộ phim quan trọng nhất có sự góp mặt của Jadwiga Andrzejewska:
- Milioner (1977)
- A jeśli będzie jesień... (1976)
- Miền đất hứa - Ziemia obiecana (1974)
- Motodrama (1971)
- 150 na godzinę (1971)
- Znicz olimpijski (1969)
- Czterej pancerni i pies (1968)
- Ortalionowy dziadek (1968)
- Cyrograf dojrzałości (1967)
- Poradnik matrymonialny (1967)
- Wieczór przedświąteczny (1966)
- Niedziela spwiedliwości (1965)
- Tro tàn (1965)
- Mam tu swój dom (1963)
- Dom bez okien (1962)
- Rodzina Milcarków (1962)
- Czas przeszły (1961)
- Komedianty (1961)
- Nafta (1961)
- Cuồng khí (1959)
- Miejsce na ziemi (1959)
- Miasteczko (1958)
- Koniec nocy (1956)
- Pożegnanie z diabłem (1956)
- Ziemia (phim) (1956)
- Pod Gwiazdą Frygijską (1954)
- Wielka droga (1946, ở Ý)
- Doktór Murek (1939)
- Zap mất ngủ melodia (1938)
- Strachy (1938)
- Moi rodzice rozwodzą się (1938)
- Kobiety nad przepaścią (1938)
- Parada Warszawy (1937)
- Dziewczęta z Nowolipek (1937)
- Dorożkarz nr 13 (1937)
- Wierna rzeka (1936)
- Papa się żeni (1936)
- Ada! Tới nie wypada! (1936)
- 30 karatów szczęścia (1936)
- Wacuś (1935)
- Wyrok życia (1933)
- Dzieje grzechu (1933)